# Dirtytwo
Dirtytwo är en svensk producentduo bildad 2011, baserade i Norrköping. De skapar huvudsakligen musik i genrerna deep house och nu-disco. 
Gruppens medlemmar, Anders "Gresse" Grentzelius och Fredrik "Fredda" Bjuvander, var tidigare drivande medlemmar i musikkollektivet  Spånka NKPG.
De har sedan starten gett ut drygt 20 maxisinglar och EP på skivbolag som Local Talk, Large Music och Good For You. Under hösten 2020 lanserades det egna skivbolaget Peking House.